# Clube Naval (banda)
Os Clube Naval foram uma banda portuguesa que lançou um disco em 1983.
Um dos primeiros nomes editados pela Fundação Atlântica, consistia num projecto musical concebido por Miguel Esteves Cardoso, autor das letras, e Ricardo Camacho, autor das músicas. As vocalistas eram Godinho e Salema.
Apesar da popularidade do seu primeiro disco, sobretudo com a canção Professor Xavier, o grupo não deu seguimento às suas edições discográficas, tendo terminado pouco tempo depois.

## Discografia
- Professor Xavier / Salva-Vidas (Single duplo, Fundação Atlântica, 1983);[2]

## Ligações Externas
- Disco dos Clube Naval no blogue Discos com Sono